# Two World Trade Center
Two World Trade Center, ook bekend als 200 Greenwich Street, is een wolkenkrabber in opbouw die onderdeel uitmaakt van het nieuwe World Trade Center, dat dient ter vervanging van de oorspronkelijke South Tower van het World Trade Center die als gevolg van de aanslagen op 11 september 2001 werd vernietigd. 
Het gebouw zal in de noordoost hoek van het World Trade Center staan. Van de 88 verdiepingen zullen er 60 voor kantoren zijn. Het gebouw heeft een schuin dak in de vorm van 4 diamanten, die zo ontworpen is dat het gebouw geen schaduw over het Memorial park werpt op 11 september. Het gebouw zal hoger worden dan de Empire State Building en zal na voltooiing het op drie na hoogste gebouw in New York zijn.
In 2011 werd bekend dat de bouw van het bovengrondse deel van het gebouw voor onbepaalde tijd is uitgesteld als gevolg van de kredietcrisis. Het ondergrondse deel zal voorlopig worden afgerond op maaiveldniveau. In het begin van 2012 is het werk aan de liftschacht klaar en wordt er verder gebouwd aan het podium. Dit zal ongeveer in het midden van 2012 klaar zijn. De bouw van de rest van de toren hangt af van huurders.